# Amniscus praemorsus
Amniscus praemorsus är en skalbaggsart som först beskrevs av Fabricius 1793.  Amniscus praemorsus ingår i släktet Amniscus och familjen långhorningar.
Artens utbredningsområde är Guadeloupe. Inga underarter finns listade i Catalogue of Life.